# 金泰敏
金泰敏（Kim Tae-Min，1982年5月25日—），生於南韓，已退役南韓足球運動員，司職中堅或防守中場，年輕時被譽為全南韓球壇速度最高的球員，並且在聯賽有勤奮的象徵，更因為其位置和踢法與南韓名將李乙容相近，所以同樣被譽為其接班人。

## 球會生涯
金泰敏生於南韓，於2001年在韓職球會釜山偶像開始其職業球員生涯，而他年輕時被譽為全南韓球壇速度最高的球員，並且在聯賽有勤奮的象徵。
2008年1月，金泰敏轉會濟州聯，然後於2009年1月因服兵役而外借到光州尚武，再於2012年1月加盟江原FC。而他加盟後因為位置和踢法與南韓名將李乙容相近，加上他將近退役，所以金泰敏同樣被譽為其接班人。
直到2013年2月，他首度外流轉會中甲球會重慶FC，可是球會在中甲聯賽未能護級成功，排名聯賽榜尾二，需要降級到乙組聯賽。其後重慶正式宣告解散，而金泰敏於2014年1月加盟泰超球會警察聯。
2015年1月，他加盟港超聯球會傑志，並於2016年2月以亞援身份出戰亞協盃，結果傑志於16強不敵印度球會班加羅爾出局，而金泰敏於球季後不獲續用，宣佈退役。

## 國際賽生涯
金泰敏於2003年首度獲南韓國家奧運隊徵召參加2004年雅典奧運會的預選賽和熱身賽，雖然他獲5場上陣機會，但最終他未能入選雅典奧運會的最終名單。

## 球會榮譽
傑志
- 香港超級聯賽冠軍（2014–15季度）
- 香港超級聯賽亞軍（2015–16季度）
- 香港足總盃冠軍（2014–15季度）
- 香港聯賽盃冠軍（2014–15、2015–16季度）
- 香港高級組銀牌亞軍（2014–15季度）
- 香港季後附加賽冠軍（2015–16季度）

## 外部連結
- 香港足球總會網頁球員註冊資料 （页面存档备份，存于）